# 高橋弘干
高橋弘干（たかはしひろゆき　1932年〈昭和7年〉4月22日–　）は、株式会社青葉ピアノの創業者でありピアノ調律師。　神奈川県足柄下郡湯河原町出身。東京都江戸川区在住。